# Dictyostega
- Commons
- Wikispecies

Dictyostega é um género botânico pertencente à família Burmanniaceae.